# Pancy-Courtecon
Pancy-Courtecon és un municipi francès situat al departament de l'Aisne i a la regió dels Alts de França. L'any 2007 tenia 45 habitants.

## Demografia

### Població
El 2007 la població de fet de Pancy-Courtecon era de 45 persones. Hi havia 16 famílies de les quals 4 eren unipersonals (4 homes vivint sols), 8 parelles sense fills i 4 parelles amb fills.
La població ha evolucionat segons el següent gràfic:
Habitants censats

### Habitatges
El 2007 hi havia 25 habitatges, 19 eren l'habitatge principal de la família, 3 eren segones residències i 3 estaven desocupats. 23 eren cases i 1 era un apartament. Dels 19 habitatges principals, 15 estaven ocupats pels seus propietaris i 4 estaven llogats i ocupats pels llogaters; 9 tenien quatre cambres i 10 en tenien cinc o més. 15 habitatges disposaven pel capbaix d'una plaça de pàrquing. A 7 habitatges hi havia un automòbil i a 10 n'hi havia dos o més.

### Piràmide de població
La piràmide de població per edats i sexe el 2009 era:
| Homes | Edats   | Dones |
| ----- | ------- | ----- |
| 0     | 95 o +  | 0     |
| 0     | 90 a 94 | 0     |
| 0     | 85 a 89 | 0     |
| 0     | 80 a 84 | 0     |
| 4     | 75 a 79 | 4     |
| 0     | 70 a 74 | 4     |
| 0     | 65 a 69 | 0     |
| 0     | 60 a 64 | 0     |
| 0     | 55 a 59 | 0     |
| 4     | 50 a 54 | 0     |
| 4     | 45 a 49 | 8     |
| 0     | 40 a 44 | 0     |
| 0     | 35 a 39 | 0     |
| 0     | 30 a 34 | 4     |
| 0     | 25 a 29 | 0     |
| 4     | 20 a 24 | 0     |
| 4     | 15 a 19 | 0     |
| 8     | 10 a 14 | 0     |
| 4     | 5 a 9   | 0     |
| 4     | 0 a 4   | 0     |

## Economia
El 2007 la població en edat de treballar era de 33 persones, 30 eren actives i 3 eren inactives. De les 30 persones actives 25 estaven ocupades (15 homes i 10 dones) i 5 estaven aturades (1 home i 4 dones). De les 3 persones inactives 2 estaven estudiant i 1 estava classificada com a «altres inactius».
Activitats econòmiques
L'únic establiment que hi havia el 2007 era d'una empresa de serveis.

## Poblacions més properes
El següent diagrama mostra les poblacions més properes.